# Heinz Redepenning
Heinz Redepenning (* 13. Mai 1941) ist ein ehemaliger deutscher Fußballspieler und -trainer. Beim FC Schalke 04 stand er 1981 kurzzeitig in der Bundesliga an der Seitenlinie.

## Sportlicher Werdegang
Redepenning war in den 1960er Jahren als Spieler für den SV Meppen aktiv, mit dem er als Meister der Amateuroberliga Niedersachsen 1963/64 um den letztlich verpassten Aufstieg in die Regionalliga Nord spielte. Später lief er für Schwarz-Weiß Essen auf. In der Spielzeit 1966/67 wurde er mit der Mannschaft Vize-Meister der West-Regionalliga, verpasste aber in der anschließenden Aufstiegsrunde knapp hinter Borussia Neunkirchen den Aufstieg in die Bundesliga.
1972 holte Horst Witzler, der Redepenning in Meppen und Essen trainiert hatte, ihn in den Trainerstab bei Rot-Weiss Essen. Nachdem Witzler 1973 durch Diethelm Ferner ersetzt wurde, blieb er zwar beim Verein, war aber fortan in der Jugendarbeit von RWE tätig. Später wechselte er in die Jugendarbeit des FC Schalke 04. Im Sommer 1981 übernahm dort Rudi Assauer erstmals den Managerposten. Noch in Diensten von Werder Bremen stehend initiierte er beim kurz vor Ende der Bundesliga-Spielzeit 1980/81 im Abstiegskampf stehenden Verein einen Trainerwechsel für die kommende Saison, sein ehemaliger Borussia-Dortmund-Mitspieler Sigfried Held sollte die Nachfolge von Fahrudin Jusufi antreten. Da Jusufi nicht einer Auflösung seines bis 1982 gültigen Vertrags zum Saisonende zustimmte, wurde er vorzeitig entlassen. Für die letzten beiden Spieltage übernahm Redepenning das Traineramt, wobei er in der Presse nur als Strohmann für den Noch-Werder-Angestellten bzw. auch keine Trainerlizenz besitzenden Assauer angesehen wurde. Gegen den 1. FC Kaiserslautern (0:2) und den 1. FC Köln (1:2) gingen beide Spiele verloren und S04 stieg als Tabellenvorletzter ab.
Nachdem Redepenning zunächst wieder in die S04-Jugendarbeit zurückgekehrt war, übernahm er in der Spielzeit 1987/88 den Nordrhein-Oberligisten VfL Rhede, der jedoch am Saisonende aus der dritten Liga abstieg. Später war er bei Borussia Dortmund in der Jugendarbeit und als Scout tätig, ehe er als Jugendtrainer zum SV Meppen zurückkehrte. Im Sommer 1996 wurde er unter Paul Linz Trainerassistent der Wettkampfmannschaft.